# Podstawy ekonomii świata rzeczywistego
Podstawy ekonomii świata rzeczywistego: co musi wiedzieć każdy student ekonomii (ang. Foundations of Real-World Economics: What Every Economics Student Needs to Know) – książka z 2019 roku autorstwa Johna Komlosa, który argumentuje, że zawirowania XXI wieku, obejmujące bańkę internetową, kryzys finansowy z 2008 roku, wzrost prawicowego populizmu, pandemię COVID-19 oraz wojnę rosyjsko-ukraińską, nie mogą być odpowiednio rozumiane przez konwencjonalną ekonomię zakorzenioną w XX-wiecznych ideach.
Książka przedstawia sytuację osób skrzywdzonych przez politykę gospodarczą prowadzoną przez neoliberalnych ekonomistów. Jest krytyczna wobec tych, którzy opowiadali się za obniżeniem podatków i „zagłodzeniem bestii”, tych, którzy wspierali deregulację, której kulminacją był krach z 2008 roku, oraz tych, którzy opowiadali się za hiperglobalizacją, która doprowadziła do upadku gospodarczego pasa rdzy i wzrostu ogólnego niezadowolenia.
Tekst przedstawia spojrzenie na to, jak gospodarka faktycznie działa dla typowego człowieka, a nie jak wyobrażają sobie jej działanie nauczyciele akademiccy podczas zajęć w college’u. Przedstawia alternatywne spojrzenie na gospodarkę; pokazuje, że model racjonalnego agenta Homo oeconomicus nie działa w realnym świecie. Ukazuje również, że oligopole są znacznie lepszym opisem dzisiejszych międzynarodowych mega korporacji niż ramy konkurencji doskonałej.
Książka pokazuje, jak mylące jest stosowanie zbyt uproszczonych modeli w świecie rzeczywistym. Lektura zawiera wypowiedzi Kahnemana na temat ekonomii behawioralnej, Galbraitha na temat konieczności istnienia siły wyrównawczej, Case i Deaton’a na temat śmierci z rozpaczy, Minsky’ego na temat niestabilności finansowej, Krugmana na temat nowej teorii handlu, Rawlsa na temat sprawiedliwości, Stiglitza na temat wydrążania klasy średniej, Simona na temat ograniczonej racjonalności oraz Veblena na temat ostentacyjnej konsumpcji. Książka opowiada się za ekonomią humanistyczną oraz za Kapitalizmem z ludzką twarzą.
Książka została przetłumaczona na język rosyjski, niemiecki, węgierski, rumuński i chiński.